# El Teixu
El Teixu, Rede pal Estudiu y Defensa de la Llingua Asturllionesa (en español, El Tejo, Red para el Estudio y Defensa de la Lengua Asturleonesa) es una asociación española dedicada a defender, conocer y dignificar el idioma asturleonés desde su unidad y respeto a sus variantes internas. Su sede se encuentra en la localidad de Astorga.

## Actividad

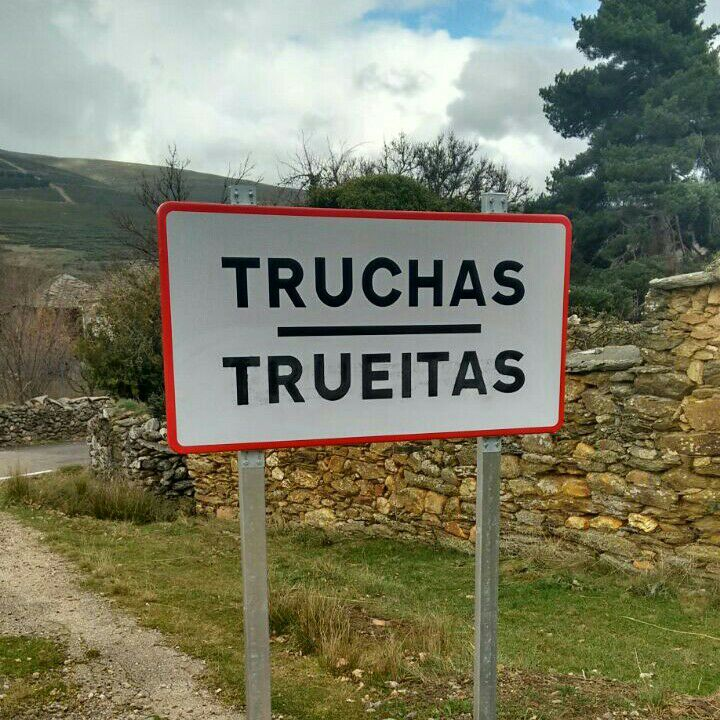
Desde el mes de julio de 2015, las localidades pertenecientes al municipio de Truchas muestran en leonés y castellano los letreros de entrada y acceso a las mismas tras el asesoramiento toponímico de esta asociación

### Normalización lingüística
En noviembre de 2013 inició una campaña de normalización lingüística del asturleonés, llamada Na llingua de casa, consistente en el reparto por diversos establecimientos de localidades en los que el idioma sigue siendo una realidad viva de letreros para colocar en puertas de entrada o acceso a cuartos de baño con el correspondiente aviso plasmado en la variante dialectal propia de la zona. La iniciativa comenzó en la localidad leonesa de Toreno para posteriormente hacerse extensiva a Laciana, Cabrera e incluso la provincia de Zamora.
En 2014, y junto a las asociaciones Faceira y Furmientu, implicadas también en la defensa del leonés, presentó un informe ante el Consejo de Europa en el que denunciaba tanto a la Junta de Castilla y León como al Estado español por el incumplimiento de la Carta Europea de las Lenguas Regionales y Minoritarias y la supresión unilateral e ilegal de la lengua leonesa dentro del marco de protección de este tratado internacional, así como el incumplimiento, igualmente, del artículo 5.2 del Estatuto de Autonomía de Castilla y León, con referencia explícita a la toma de medidas para la promoción, protección y regulación del uso del leonés.

### Toponimia
En febrero de 2015 presentó un mapa con la toponimia tradicional del concejo asturiano de Tineo, para de igual manera y cinco meses después, en colaboración con la Asociación Cultural Faceira, editar otro mapa de Cabrera en la que aparecían también reflejados todos los topónimos autóctonos de la comarca en asturleonés.
El 27 de julio de 2015, y por iniciativa del Ayuntamiento de Truchas, fueron instalados los primeros carteles bilingües para la señalización de las direcciones y la entrada de los pueblos de este municipio respetándose la nomenclatura tradicional previo asesoramiento toponímico de la asociación.

### Otras actividades
Desde su fundación en 2007, la asociación ha llevado a cabo diversas actividades para la promoción, estudio y dignificación del asturleonés, como conferencias acerca de toponimia, concursos de recogida de toponimia popular, o diversas jornadas de patrimonio lingüístico en las que junto a charlas informativas acerca del idioma se ha procedido a la presentación de obras en asturleonés tanto de carácter literario como lingüístico.
| Fecha                        | Jornadas | Lugar de celebración |
| ---------------------------- | -------- | -------------------- |
| 26 de marzo de 2011          | I        | Astorga              |
| 6 y 7 de julio de 2012       | II       | León                 |
| 13 de abril de 2013          | III      | Villablino           |
| 19 de julio de 2014          | IV       | Villamejil           |
| 29 de agosto de 2015         | V        | Oseja de Sajambre    |
| 22 y 23 de diciembre de 2018 | VI       | Nogarejas            |